# Райно (рестлер)
Терранс Гвидо Ге́рин (англ. Terrance Guido Gerin, род. 7 октября 1975, Детройт, Мичиган) — американский рестлер, более известный под именем Ра́йно (англ. Rhyno/Rhino). В настоящее время он выступает в TNA Wrestling. Он также известен по выступлениям в ECW и WWE.
Герин начал свою карьеру в канадском независимом рестлинге под именем Райно Ричардс. В 1999 году он подписал контракт с американским промоушеном Extreme Championship Wrestling, где сократил свое имя до Райно. Он оставался в ECW до закрытия промоушена в 2001 году, где он выиграл титул чемпиона мира ECW в тяжелом весе и титул телевизионного чемпиона ECW, став последним чемпионом обоих титулов. После закрытия ECW он вместе с несколькими другими рестлерами ECW перешел в World Wrestling Federation (WWF, ныне WWE) и был вовлечен в сюжетную линию «Вторжение», где рестлеры из ECW и WCW объединились против рестлеров WWF. Он работал в WWE до 2005 года, когда покинул промоушен. Затем он подписал контракт с Total Nonstop Action Wrestling, где победил Джеффа Джарретта и завоевал титул чемпиона мира NWA в тяжелом весе. Однако через два дня после победы он потерял титул. В последующие годы Райно оставался в TNA вплоть до своего ухода в 2010 году.
В 2015 году Герин вернулся в WWE. Он работал в NXT, территории развития WWE, в качестве ветерана. Однако в декабре он был переведен в основной ростер. Во время своей работы на бренде SmackDown он объединился с Хитом Слейтером, с которым выиграл турнир и стал первым в истории командным чемпионом WWE SmackDown. В 2019 году он снова покинул WWE и вернулся в TNA, которая теперь называется Impact Wrestling. Член Зала славы TNA с 2024 года.

## Карьера в политике
4 марта 2016 года Герин объявил, что будет баллотироваться в Палату представителей штата Мичиган, претендуя на место в 15-м округе, который охватывает его родной город Дирборн. В последующих интервью Герин подтвердил, что будет баллотироваться как республиканец и что он получил одобрение владельца WWE Винса Макмэна, чья жена, бывший генеральный директор WWE Линда Макмэн, провела две неудачные кампании в Коннектикуте за место в Сенате США. Действующий представитель штата от демократов Джордж Дарани не может баллотироваться на переизбрание из-за ограничений срока полномочий. 2 августа 2016 года стало известно, что Герин выиграл республиканские первичные выборы и на всеобщих выборах в ноябре встретится с победителем демократических первичных выборов Абдуллой Хаммудом. На выборах Герин потерпел поражение от Хаммуда — 21 739 против 13 452, перевес составил 8 297 голосов. 31 марта 2020 года Герин объявил о выдвижении своей кандидатуры в попечительский совет поселка Монро в Мичигане.

## Личная жизнь
Герин — близкий друг Адама Коуплэнда и Джея Резо, наиболее известных под своими именами Эдж и Кристиан. 16 сентября 2011 года, после эфира SmackDown, Герин вернулся в WWE на одну ночь в рамках «Ночи признательности», посвященной карьере Эджа. Он также появился на церемонии введения Эджа в Зал славы WWE 2012 года.

## Титулы и достижения
- Border City Wrestling
  - BCW Can-Am Television Championship (1 раз)[8]
- Canadian Wrestling’s Elite
  - CWE Tag Team Championship (1 раз) — с Эй Джей Санчесом[9]
- Catch Wrestling Association
  - CWA World Tag Team Championship (2 раза)[10][11] — с Джо Легендой (1) и Жан-Пьером Лафиттом (1)
- DDT Pro-Wrestling
  - Ironman Heavymetalweight Championship (1 раз)[12]
- European Wrestling Promotion
  - EWP World Heavyweight Championship (1 раз)[13]
- Extreme Championship Wrestling
  - Чемпион мира ECW в тяжёлом весе (1 раз)[14]
  - Телевизионный чемпион мира ECW (2 раза)[15][16]
- International Wrestling Cartel
  - IWC World Heavyweight Championship (1 раз)[17]
- Jersey All Pro Wrestling
  - JAPW Heavyweight Championship (1 раз)[18]
- Lancaster Championship Wrestling
  - LCW Heavyweight Championship (1 раз)[19]
- NWA Mid-South
  - NWA Mid-South Unified Heavyweight Championship (1 раз)[20]
- Ohio Valley Wrestling
  - OVW Television Championship (1 раз)[21]
- Prime раз Wrestling
  - PTW Heavyweight Championship (1 раз)[22]
- Pro Wrestling Illustrated
  - № 10 в топ 500 рестлеров в рейтинге PWI 500 в 2001[23]
- Pure Wrestling Association
  - Carrot Cup (2015) — с Томми Дримером[24]
- Rockstar Pro
  - Rockstar Pro Championship (1 раз)[25]
- Total Nonstop Action Wrestling / Impact Wrestling
  - Чемпион мира NWA в тяжёлом весе (1 раз)[26]
  - Командный чемпион мира Impact (2 раза) — с Эриком Янгом, Джо Дорингом и Динером (1), с Хитом (1)[27]
  - Зал славы TNA (2024)
  - TNA Turkey Bowl (2008)[28]
  - Gauntlet for the Gold (2005)[29][30]
  - Call Your Shot Gauntlet (2020)
- Universal Championship Wrestling
  - UCW Heavyweight Championship (1 раз)[31]
- Universyl Wrestling Enterprises
  - UWE Heavyweight Championship (1 раз)[32]
- USA Xtreme Wrestling
  - UXW Heavyweight Championship (1 раз)[33]
- World Series Wrestling
  - WSW Heavyweight Championship (1 раз)[34]
- World Wrestling Federation/WWE
  - Хардкорный чемпион WWF (3 раза)[35]
  - Чемпион Соединённых Штатов WCW (1 раз)[36][37]
  - Командный чемпион WWE SmackDown (1 раз, первый в истории) — с Хитом Слейтером[38]
  - Турнир за титул командного чемпиона WWE SmackDown (2016) — с Хитом Слейтером
- Xtreme Intense Championship Wrestling
  - XICW Midwest Heavyweight Championship (3 раз)[39]
  - XICW Tag Team Championship (1 раз) — с Хитом[40]
  - XICW Proving Ground Tag Team Championship (1 раз) — с DBA[41]
- Xtreme Wrestling Alliance
  - XWA Heavyweight Championship (1 раз)